# Natuurrecht
Natuurrecht is verondersteld universeel geldend, hoger of beter recht dat wordt beschouwd als van nature gegeven, in de natuurlijke orde van de dingen gefundeerd. Daarmee staat het tegenover positief recht, het recht dat door mensen wordt geschapen. 
Volgens het rechtspositivisme is natuurrecht problematisch, aangezien zelfs zogenaamde fundamentele waarden en normen niet collectief zijn, maar kunnen conflicteren en zelfs tegengesteld zijn. Daarmee is vanuit natuurrecht het dynamieke, veranderlijke karakter van recht ook moeilijk te begrijpen, aangezien waarden en normen niet alleen verschillen per gebied, maar ook in de tijd. Andersom is het ontbreken van een verband tussen recht en de in een samenleving geldende waarden en normen problematisch voor het rechtspositivisme.
In de wijsbegeerte is natuurrecht de aanduiding van een meer dan tweeduizend jaar bestaande wijze van denken over mens en maatschappij, die berust op de grondgedachte dat er een menselijke natuur bestaat en dat ook de samenleving berust op een natuurlijke ordening (zie ook Natuurwet).
In zijn lange geschiedenis, die loopt van de stoïcijnse filosofen via de grote middeleeuwse denkers en Hugo de Groot tot in onze dagen, vindt men bovenvermelde kenmerken steeds terug: of men nu geloofde in de immanente redelijkheid van de wereld, in het scheppingsplan van God of kortweg in het bestaan van regelmaat in de verschijnselen, altijd is de grondgedachte die van een onafhankelijk van de mens bestaande ordening in de wereld, die men door middel van deductieve redenering kan vaststellen.

## Geschiedenis

### Oudheid
Het natuurrecht is ontstaan uit het verzet tegen de Griekse tirannen. Tegenover de willekeur van de door hen uitgevaardigde wetten werden hogere wetten gesteld die voortvloeien uit de menselijke natuur en het wezen van het menselijk samenleven. 
Bij de Grieken en de Romeinen was er vooral aandacht voor de 'grootste gemene deler' (Aristoteles).  Later kwam er ook aandacht voor het natuurrecht als richtsnoer, met als kenbron de interne natuur van de mens (de Stoïcijnen).

### Middeleeuwen
In de late middeleeuwen kwam de nadruk meer te liggen op het natuurrecht als richtsnoer, met als kenbron de openbaring, waarbij de lessen van de openbaring geacht worden samen te vallen met die van de natuurlijke rede (Thomas van Aquino).

### Moderne Tijd

#### School van Salamanca
De leden van de School van Salamanca waren de eersten die het concept van het natuurrecht een moderne benadering gaven: volgens Lessius komt het natuurrecht dus voort uit de rationele natuur en de natuurlijke en inherente staat der dingen: het is in deze onveranderlijke, in tegenstelling tot positieve wet die voortkomt uit de goddelijke of menselijke wil. De conclusie was dat, aangezien alle mensen dezelfde natuur delen, ze ook dezelfde rechten op leven en vrijheid delen. Dergelijke opvattingen vormden een noviteit in het Europese denken en druisten in tegen de opvattingen die destijds in Spanje en Europa overheersten, namelijk dat de inheemse bevolking van Amerika dergelijke rechten niet had.
Juristen en theologen claimden dus de macht om het positieve recht te beoordelen op zijn conformiteit met het natuurrecht. Voor Domingo de Soto is het dus de taak van theologen om de morele grondslagen van het burgerlijk recht te evalueren (deze benadering werd overigens veel later door Leo XIII overgenomen, die in zijn encycliek Sapientae christianae leden van de geestelijkheid oproept om de wetgeving te analyseren met het oog op hogere normen). Zo kon hij bijvoorbeeld de nieuwe organisatie van liefdadigheidsinstellingen in Spanje bekritiseren, onder het voorwendsel dat deze de natuurlijke rechten van de armen zouden schenden, of dat Juan de Mariana de instemming van de bevolking met belastingen en valutadevaluaties als verplicht zou kunnen beschouwen.

#### Natuurrechtsgeleerden
Verschillende 17e- en 18e-eeuwse filosofen en rechtsgeleerden legden de nadruk op het natuurrecht als richtsnoer, met als kenbron de rede die als autonoom werd beschouwd en niet per se hoefde samen te vallen met de openbaring (De Groot, Pufendorf, Thomasius, Wolff).

### Hedendaagse geschiedenis
In de 19e eeuw keerde de geest des tijds zich tegen het natuurrecht (zie bijvoorbeeld Friedrich Carl von Savigny en de Historische School).
In het begin van de 20e eeuw was een opleving van natuurrechtelijke gedachten te zien, waarbij in de meeste gevallen wel het idee van een hoger en beter recht werd behouden, maar óf de absolute geldigheid werd prijsgegeven óf de kenbron werd verlegd van de rede naar het gemoed en de intuïtie (François Gény, Giorgio Del Vecchio).
De periode na de Tweede Wereldoorlog heeft opnieuw een bloei van natuurrechtelijke opvattingen gebracht, in het bijzonder in Duitsland. De ervaring hoezeer het positieve recht kon verworden tijdens de periode dat de Nationaalsocialistische Duitse Arbeiderspartij en Hitler via een democratische weg aan de macht waren gekomen, heeft daarbij een grote rol gespeeld.  Ook zij die de praktijk van homoseksualiteit, abortus en euthanasie verwerpen, kaderen dit vaak binnen het concept van het natuurrecht (bijvoorbeeld de moderne Rooms-Katholieke Kerk).
Het moderne streven naar grotere gelijkheid en vrijheid voor alle mensen, evenals de hedendaagse strijd tegen de schending van de rechten van de mens, berust ook op natuurrechtelijke gedachtegangen.

## Voetnoten
1. ↑  Decock 2013, p. 83.
2. ↑  Decock 2013, p. 43.
3. ↑  (en) Wim Decock (2021). Neo-thomism, Law and Society. A Prolegomenon to Further Study. In: W. Decock, B. Raymaekers en P. Heyrman (ed.).    Neo-Thomism in Action. Law and Society Reshaped by Neo-Scholastic Philosophy. 1880-1960. Leuven University Press, Louvain.
4. ↑  (fr) Wim Decock  (2022). Mendicité et migration. Domingo de Soto, O.P., sur les droits fondamentaux des pauvres. Revue de droit canonique  (1-2): 243-265
5. ↑  (en) Wim Decock (2016). Spanish Scholastics on Money and Credit. In: D. Fox en W. Ernst (ed.).    Money in the Western Legal Tradition: Middle Ages to Bretton Woods. Oxford University Press, Oxford, pp. 272-277.